# Свора (фильм, 2010)
«Свора» (фр. La meute) — французско-бельгийский фильм ужасов 2010 года. Впервые был показан 15 мая 2010 года на Каннском фестивале. Возрастное ограничение: +16.

## Сюжет
Молодая девушка по имени Шарлотта, путешествуя, подбирает на дороге парня Макса. Они заезжают в придорожный ресторанчик, хозяйкой которого является странная женщина. Там на них нападают трое байкеров, но женщина выгоняет их. После чего Макс уходит в туалет и не возвращается. Шарлотта пытается отыскать его, но безрезультатно. Дождавшись темноты, она проникает в ресторанчик и пытается найти Макса. На неё нападает хозяйка ресторана. Очнувшись, Шарлотта обнаруживает себя связанной в клетке, в плену у той женщины, которая видит её в качестве пищи для своих сыновей-каннибалов.

## В ролях
- Эмили Декьенн — Шарлотта
- Бенжамен Бьоле — Макс
- Иоланда Моро — Ла Спак
- Филипп Наон — Чинаски (полицейский на пенсии)
- Брайс Форнье — байкер
- Филипп Резимон — байкер
- Жорж Лини — байкер